# بالوس دي لا فرونتيرا
بلدية بالوس دي لا فرونتيرا (بالإسبانية: Palos de la Frontera) هي بلدية تقع في مقاطعة ولبة التابعة لمنطقة أندلوسيا جنوب إسبانيا. يرتبط تاريخ بالوس ارتباطا وثيقا بالعمل البحري والاستكشافات الجغرافية، كونها مهد اكتشاف أمريكا (كما هو وارد في درع وشعار المدينة)، حيث وُلدت وأُعدت فكرة أول رحلة لكريستوفر كولومبس إلى ما كان يتعقد أنها جزر الهند، وترك ميناء هذه المدينة في 3 أغسطس 1492، ووصل في 12 أكتوبر من نفس السنة إلى بعض الجزر الأمريكية التي كانت آنذاك غير معروفة للأوروبيين.
وتشكل الفراولة المحرك الاقتصادي للمدينة.

## الديموغرافيا
بلغ عدد سكان بلدية بالوس دي لا فرونتيرا 9.377 نسمة عام 2011 (وفقاً للمعهد الوطني الإسباني للإحصاء).
| 6.884 | 7.060 | 7.605 | 8.181 | 8.529 | 9.043 | 9.377 |

## توأمة
لبالوس دي لا فرونتيرا اتفاقيات توأمة مع كل من:
- لاتينا
- Soyaux [الإنجليزية]‏
- بايونا
- سانتا في
- شلوقة
- سانتونيا
- كالي
- سان سيباستيان دي لا غوميرا

## أعلام
- مارتن ألونسو بينزون
- فرنسيسكو مارتين بينسون
- غونزالو غيريرو